# Calanticidae
Calanticidae es una familia de cirrípedos.

## Géneros
- Aurivillialepas Newman, 1980
- Calantica Gray, 1825
- Crosnieriella Jones, 1998
- Euscalpellum Hoek, 1907
- Gruvelialepas Newman, 1980
- Newmanilepas Zevina & Yakhontova, 1987
- Paracalantica (Utinomi, 1949)
- Pisiscalpellum Utinomi, 1958
- Scillaelepas Seguenza, 1872
- Smilium Gray, 1825
- † Pachyscalpellum Buckeridge, 1991
- † Zeascalpellum Buckeridge, 1983